# Le Plessis-Liancourt

Wappen des Herzogs von La Rocheguyon

Le Plessis-Liancourt war eine Familie des französischen Adels, das erstmals um 1300 als Herren von La Chaise auftritt. Der ursprüngliche Name ist Le Plessis, der Zusatz Liancourt wurde erst mit dem Erwerb der Herrschaft Liancourt angenommen.
Das bekannteste Mitglied der Familie ist Roger du Plessis, Duc de La Rocheguyon, Marquis de Guercheville, Comte de Beaumont-sur-Oise, Pair de France (1599–1674), mit dessen Enkelin Jeanne Charlotte die Familie im Hauptstamm (beide starben am gleichen Tag) erlosch. Das Erbe der Familie Le Plessis-Liancourt trat das Haus La Rochefoucauld an.

## Stammliste
1. Jean I., um 1300 Seigneur de La Chaise; ⚭ Tiphaine d'Oirey.
  1. Jean II., Seigneur de La Chaise ; ⚭ Jeanne, Tochter von Pierre de L'Espine
    1. Macé, Seigneur de La Chaise et de Périgny ; ⚭ Simonne de Plainvilliers
      1. Bouchard, Seigneur de La Chaise et de Périgny ; ⚭ Jeanne La Forte.
      2. Jean
      3. Béatrix; ⚭ Jean Gastevin, Seigneur de La Salle.
      4. Isabeau, † 13. März 1479, Dame de Précigny; ⚭ I 5. Februar 1424 Etienne de Loypeau, Seigneur d'Ouchamps; ⚭ II 14. Januar 1429 Michel, Seigneur de La Perrine (siehe unten)
      5. Jeanne

    2. Guillaume, Seigneur de La Perrine ; ⚭Jeanne de Redeville.
      1. Chassematin, Seigneur de La Perrine, d'Ouchamps et du Tail ; ⚭ 14. Januar 1429: Isabeau, Dame de Précigny, Tochter von Macé, Seigneur de La Chaise, † 1479 (siehe oben).

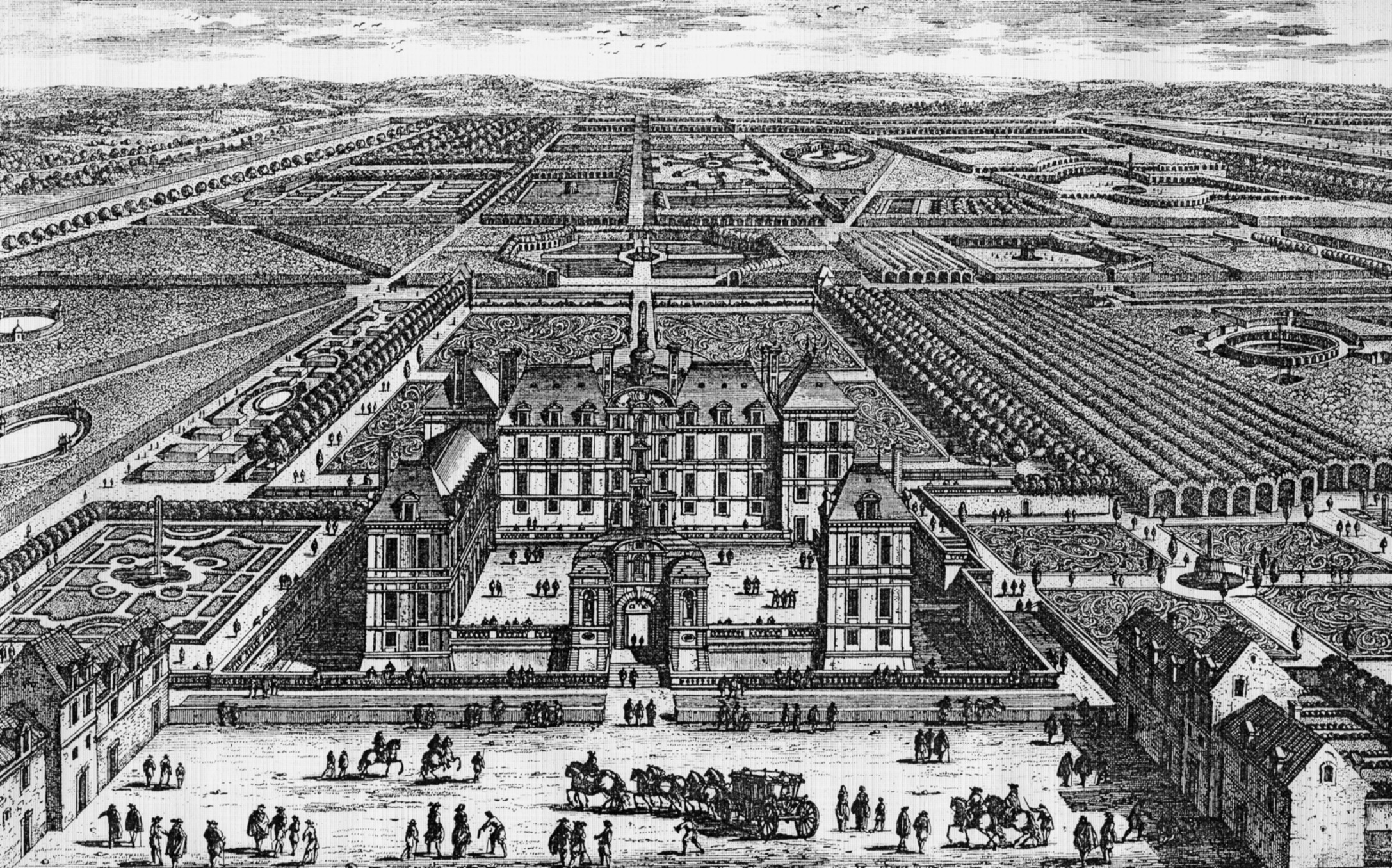
Schloss Liancourt

        1. Schloss LiancourtJean, † 25. Mai 1494, Seigneur de La Perrine, de Périgny, d'Ouchamps et de Savonnières; ⚭ 29. Dezember 1463 Claude, Dame de Liancourt, † 25. November 1510, Tochter von Jean de Popaincourt, Seigneur de Liancourt.
          1. Claude
          2. Jean Le Jeune, Seigneur d'Ouchamps
          3. Charles, * 5. Mai 1484, † 23. Mai 1565, Seigneur de Savonnières, d'Ouchamps et de La Perrine ; ⚭ 10. Mai 1511 Sidoine Dame de Villers, † 5. Mai 1553, Tochter von Geoffroy de Sivria, Seigneur de La Roche – Nachkommen: die Herren von La Perrine und Savonnières.
          4. Gui ; ⚭ Marie, Tochter von Nicolas Charmolue, Seigneur de Garges
          5. Pierre, Seigneur de Périgny, de Bertault et de Sarcelles ; ⚭ 10. August 1519 Marguerite, Dame de Hautefeuille et de Montcorbon, Tochter von Didier des Barres, Seigneur de Hautefeuille – Nachkommen : die Herren von Périgny und Asnières.
          6. Jacques, Abt von La Charmoye.
          7. Guillaume, † 19. November 1550, Seigneur de Liancourt, de Sarcelles, de Thuillières et de Beuverines ; ⚭ 10. Juli 1527 Françoise, Tochter von Macé, Seigneur de Ternay.
            1. Charles, † 20. Oktober 1620, Seigneur de Liancourt, Comte de Beaumont-sur-Oise, Baron de Montlouet, Baron de Gallardon, ⚭ 17. Februar 1594 Antoinette de Pons, Marquise de Guercheville, Comtesse de La Rocheguyon, † 16. Januar 1632, Tochter von Antoine de Pons, Comte de Marennes (Haus Pons)
              1. Roger, * 1598[1] † 1. August 1674, Comte und Mai 1643 Duc de La Rocheguyon, Seigneur de Liancourt, Marquis de Guercheville, Comte de Beaumont-sur-Oise, Pair de France ; ⚭ 24. Februar 1620 Jeanne, † 1674, Tochter von Henri Comte de Nanteuil-le-Haudouin (Haus Schönberg)
                1. Henri-Roger, † 6. August 1646, Comte de La Rocheguyon et Marquis de Montfort ; ⚭ 25. November 1643 Anne, * 1626 † 3. Oktober 1654, Tochter von Charles, Comte de Lannoy (Haus Lannoy)
                  1. Jeanne-Charlotte, * 1645, † 1. August 1674, Duchesse de La Rocheguyon, Marquise de Liancourt ; ⚭ 13. November 1659 François VII. Duc de La Rochefoucauld, † 1714 (Haus La Rochefoucauld)

              2. Gabrielle, † 1672 ; ⚭ 1. März 1611 François V. Duc de La Rochefoucauld, † 1650 (Haus La Rochefoucauld)

            2. Benjamin, Abt von Montier-la-Celle.
            3. Edme, Seigneur de Ternay
            4. Sidoine, * 5. Mai 1528 ; ⚭ 6. April 1556 François du Bouchet, Seigneur de Sourches (Saint-Symphorien).
            5. Yolande, * 19. Januar 1529 ; ⚭ 8. Oktober 1571 Nicolas Gaudechart, Seigneur de Bachivillers
            6. Catherine ; ⚭ 10. Mai 1570 Pierre de Lameth, Seigneur de Beaurepaire.

          8. Anne ; ⚭ 17. Juni 1496 Gaucher de Dinteville, Seigneur de Polisy

      2. Jeanne † en 1429 ; ⚭ Guillaume du Parisel.

  2. Jeanne Dame du Grez ; ⚭ Guillaume de Mezalent.

## Weblink
- Das Haus Plessis-Liancourt bei web.genealogies (Memento vom 1. April 2012 im Internet Archive)